# Clapham Rovers FC
Clapham Rovers FC (celým názvem: Clapham Rovers Football Club) byl anglický fotbalový klub, který sídlil v jihozápadním Londýně. Založen byl v roce 1869, zanikl v roce 1911.
Své domácí zápasy odehrával na stadionu Clapham Common.

## Získané trofeje
Zdroj: 
- FA Cup ( 1× )
  - 1879/80

## Úspěchy v domácích pohárech
Zdroj: 
- FA Cup
  - Finále: 1878/79, 1879/80
  - Semifinále: 1873/74

## Reprezentační hráči
Osm hráčů Clapham Rovers hrálo za reprezentační výběr Anglie v letech 1874 až 1887 (zápasy v závorce):
- Norman Bailey (19 zápasů)
- Reginald Birkett (1 zápas)
- Walter Buchanan (1 zápas)
- Edgar Field (2 zápasy)
- Richard Geaves (1 zápas)
- Robert Ogilvie (1 zápas)
- James Prinsep (1 zápas)
- Francis Sparks (2 zápas)

Následující hráči reprezentovali anglickou reprezentaci při zápasech se Skotskem v letech 1870 až 1872:
- T.S. Baker (1 zápas)
- Jarvis Kenrick (1 zápas)
- Alexander Nash (1 zápas)
- R.S.F. Walker (3 zápasy, 4 góly)